# Marion Coakes
Marion Coakes, désormais Marion Mould (née le 6 août 1947 à New Milton), est une cavalière britannique de saut d'obstacles.

## Carrière
Son père est agriculteur. Ses frères aînés, John et Douglas, font partie de l'équipe britannique junior de saut d'obstacles. À l'âge de trois ans, elle apprend à monter sur un poney. En 1960, son père lui achète Stroller, un poney de huit ans originaire d'Irlande. À la fin de carrière en junior, à 16 ans, son père veut lui donner un cheval, mais elle refuse et conserve le poney.
Pendant sa deuxième saison de compétition, elle remporte la Queen Elizabeth II Cup dans le cadre du Royal International Horse Show.
En 1964, à Hickstead, Marion Coakes remporte le Derby Trial et est deuxième du Derby. L'année, au même endroit, elle gagne le championnat du monde de saut d'obstacles féminin. Elle enlève le Hickstead Derby en 1967, est deuxième en 1968 et troisième en 1970.
Elle participe aux Jeux olympiques d'été de 1968 et remporte la médaille d'argent de l'épreuve individuelle. En 1970, elle est la première cavalière à gagner le Deutsches Spring- und Dressurderby.
Après la retraite de Stroller, Marion Coakes continue à faire de l'équitation et remporte de nouveau la Queen Elizabeth II Cup en 1976 sur une nouvelle monture, Elizabeth Ann.
En 1969, elle épouse le jockey David Mould.

## Palmarès

### Jeux olympiques d'été
- Médaille d'argent de saut d'obstacles en individuel aux Jeux olympiques de 1968 à Mexico,  Mexique

### Championnat du monde de saut d'obstaclesféminin
- Médaille d'or en individuel 1965 à Hickstead,  Royaume-Uni.
- Médaille d'argent en individuel 1970 à Copenhague,  Danemark.

## Dans les médias
Marion Coakes tient un rôle (de cavalière) dans Monty Python's Flying Circus (saison 4, épisode 3).